# 257-я истребительная авиационная дивизия
 257-я Свирская истребительная авиационная дивизия (257-я иад) — воинское соединение вооружённых СССР в Великой Отечественной войне.

## История наименований
- ВВС 7-й отдельной армии
- 257-я смешанная авиационная дивизия
- 257-я Свирская смешанная авиационная дивизия
- 257-я Свирская истребительная авиационная дивизия

## Формирование
257-я истребительная авиационная дивизия образована переформированием 11 ноября 1944 года 257-й Свирской смешанной авиационной дивизии.

## Расформирование
257-я Свирская истребительная авиационная дивизия была расформирована в июне 1946 года.

## В действующей армии
В составе действующей армии:
- с 10 ноября 1944 года по 14 ноября 1944 года.

## В составе объединений
| Дата           | Фронт (округ)                        | Армия                           |
| -------------- | ------------------------------------ | ------------------------------- |
| 11.11.1944 г.  | Карельский фронт                     | 7-я воздушная армия             |
| 17.11.1944 г.  | Резерв Верховного Главнокомандования | 7-я воздушная армия             |
| 15.04.1945 г.  | Московский военный округ             | ВВС Московского военного округа |
| 09.005.1945 г. | Московский военный округ             | ВВС Московского военного округа |
| 01.06.1946 г.  | Московский военный округ             | ВВС Московского военного округа |

## Части и отдельные подразделения дивизии
За весь период своего существования боевой состав дивизии претерпевал изменения, в различное время в её состав входили полки:
| Период                        | Части                                 | Примечание                                                    |
| ----------------------------- | ------------------------------------- | ------------------------------------------------------------- |
| 11.11.1944 г. — 30.05.1946 г. | 191-й истребительный авиационный полк | Передан в состав 331-й истребительной авиационной дивизии     |
| 11.11.1944 г. — 01.06.1946 г. | 415-й истребительный авиационный полк | Передан в состав 315-й истребительной авиационной дивизии ПВО |
| 11.11.1944 г. — 01.12.1944 г. | 435-й истребительный авиационный полк | Убыл в 1-й запасной истребительный авиационный полк           |
| 11.11.1944 г. — 27.05.1946 г. | 760-й истребительный авиационный полк | Передан в состав 331-й истребительной авиационной дивизии     |
| 01.03.1945 г. — 10.07.1946 г. | 435-й истребительный авиационный полк | Передан в состав 331-й истребительной авиационной дивизии     |

## Командир дивизии
| Звание    | Имя                       | Период                  | Примечание |
| --------- | ------------------------- | ----------------------- | ---------- |
| Полковник | Минаев Алексей Васильевич | 11.11.1944 — 03.10.1946 |            |

## Базирование
Дивизия базировалась на аэродроме Хотилово Тверской (Калининской) области в период с марта 1945 года по июль 1946 года.